# Ezequias
Ezequias, właśc. Ezequias Roosevelt Tavares de Melo (ur. 28 stycznia 1981 w Jundiaí) – brazylijski piłkarz grający na pozycji obrońcy.

## Kariera
Karierę rozpoczął w 2000 roku w rezerwach SC Corinthians Alagoano. W 2001 roku przeszedł do portugalskiego klubu CS Marítimo. W Primeira Liga zadebiutował 27 października 2001 w przegranym 0:1 meczu z SC Braga. W Marítimo grał przez trzy sezony, po czym został wypożyczony do ligowego rywala – Gil Vicente FC i spędził tam sezon 2004/2005. 
W sezonie 2005/2006 był zawodnikiem Académiki Coimbra, a w lipcu 2006 podpisał kontrakt z ówczesnym mistrzem Portugalii – FC Porto. W jego barwach rozegrał jedno spotkanie w Primeira Liga i jedno w Lidze Mistrzów. Z Porto był wypożyczany do SC Beira-Mar oraz Leixões SC. 
W 2008 roku odszedł do rumuńskiego FC Brașov. W Liga I pierwszy mecz rozegrał 16 sierpnia 2008 przeciwko Pandurii Târgu Jiu (2:1), zaś 12 kwietnia 2009 w wygranym 4:0 pojedynku z Glorią Buzău strzelił swojego pierwszego gola w tych rozgrywkach. 
W 2010 roku został zawodnikiem Rapidu Bukareszt, z którym w sezonie 2011/2012 osiągnął finał Pucharu Rumunii. Po zakończeniu tamtego sezonu odszedł z Rapidu i powrócił do Brazylii, gdzie końca kariery w 2021 roku reprezentował barwy zespołów z niższych klas rozgrywkowych.

## Statystyki ligowe
| Rozgrywki     | Poziom | Kraj       | Mecze | Bramki |
| ------------- | ------ | ---------- | ----- | ------ |
| Primeira Liga | I      | Portugalia | 136   | 0      |
| Liga I        | I      | Rumunia    | 84    | 2      |
| Série D       | IV     | Brazylia   | 25    | 1      |